# Dian Man
Dian Man est le fils de Dian Wei. Lorsque son père fut tué, il fut nommé par Cao Cao au Corps Impérial et fut pris en charge dans la demeure personnelle de ce dernier. Il fut par la suite nommé Commandant et plus tard, lorsque Cao Pi monta au trône, fut promu Chef-Commandant et reçut le titre féodal de marquis du domaine impérial (guan nei hou).

## Informations complémentaires

### Autres articles
- Trois Royaumes de Chine et Chroniques des Trois Royaumes
- Dynastie Han
- Personnalités du royaume de Wei